# Liste der Mitglieder des Provinziallandtags der Provinz Ostpreußen (1921–1925)
Diese Liste nennt die Mitglieder des Provinziallandtags der Provinz Ostpreußen (1921–1925) (47. bis 52. Provinziallandtag).

## Allgemeines
Das „Gesetz betreffend die Wahlen zu den Kreistagen und Provinziallandtagen“ vom 3. Dezember 1920 führte eine Direktwahl der Abgeordneten des Provinziallandtags ein.
Die zehn Abgeordneten aus dem neu gebildeten Regierungsbezirk Westpreußen hatten erst ab dem 48. Provinziallandtag volles Stimmrecht.
Der Provinziallandtag trat in sechs Landtagssessionen zusammen:
- 47. Provinziallandtag: 16. März bis 19. März, 4. April bis 9. April, 27. Juli 1921
- 48. Provinziallandtag: 15. März bis 22. März 1922
- 49. Provinziallandtag: 12. Oktober bis 14. Oktober 1922
- 50. Provinziallandtag: 14. März bis 20. März 1923
- 51. Provinziallandtag: 10. bis 11. September 1923
- 52. Provinziallandtag: 5. bis 9. Mai 1925

Im Jahr 1924 trat der Provinziallandtag nicht zusammen.
Die USPD löste sich nach dem 48. Landtag auf. Drei ihrer Abgeordneten waren ab dem 12. Oktober 1922 Mitglieder der SPD-Fraktion, der Abgeordnete Wehlen blieb fraktionslos.
Fraktionsvorsitzende im 48. Landtag waren: Graf zu Eulenburg (DNVP), Neumann (SPD), Stettiner (DVP), Zint (Zentrum), Pohl (DDP), Heydemann (KPD) und Wehlen (USPD).

## Liste
| Name                            | Partei                                 | Beruf und Ort | Wahlkreis                               | Mandatsdauer | Anmerkung                                                                              |
| ------------------------------- | -------------------------------------- | --- | --------------------------------------- | ------------ | -------------------------------------------------------------------------------------- |
| Emil Ambrosius                  | DNVP                                   | Besitzer in Ihlauszen                                                                                                  | Wahlkreis Gumbinnen (Ragnit)            |              |                                                                                        |
| Richard Andersch                | SPD                                    | Arbeitersekretär in Königsberg                                                                                         | Wahlkreis Allenstein (Kreis Osterode)   |              | Stellvertretender Vorsitzender des Provinziallandtags; Nachfolger: Münnekhoff, Johann. |
| Hans Baeck                      | SPD                                    | Justizobersekretär in Angerburg                                                                                        | Wahlkreis Gumbinnen (Angerburg)         |              |                                                                                        |
| Hermann Bande                   | USPD                                   | Geschäftsführer in Elbing                                                                                              | Wahlkreis Königsberg (Elbing Stadt)     |              | Mandat niedergelegt, Nachfolger: Heß, Gustav                                           |
| Valentin Barczewski             | Pole bzw. fraktionslos                 | Pfarrer in Braunswalde                                                                                                 | Wahlkreis Allenstein (Allenstein)       |              | Alterspräsident bis 27. Juli 1921                                                      |
| Fritz Behfeld                   | SPD                                    | Geschäftsführer in Gerdauen                                                                                            | Wahlkreis Königsberg (Gerdauen)         |              |                                                                                        |
| Ernst Behrendt                  | SPD                                    | Gewerkschaftssekretär in Königsberg                                                                                    | Wahlkreis Königsberg (Königsberg-Land)  |              |                                                                                        |
| Friedrich von Berg              | DNVP                                   | Wirkl. Geh. Rat in Markienen bei Bartenstein (Ost-preußen)                                                             | Wahlkreis Königsberg 4 (Friedland)      |              | Vorsitzender des Provinziallandtags.                                                   |
| Ernst Brandes                   | DNVP                                   | Rittergutsbesitzer, Präsident der Landwirtschaftskammer für die Provinz Ostpreußen in Althof-Insterburg                | Wahlkreis Gumbinnen (Insterburg-Land)   |              |                                                                                        |
| Julius Freiherr von Braun       | DNVP                                   | Landrat in Gerdauen | Wahlkreis Königsberg (Gerdauen)         |              |                                                                                        |
| Siegfried Graf von Brünneck     | DNVP                                   | Rittergutsbesitzer und Landrat a. D. in Bellschwitz                                                                    | Wahlkreis Westpreußen (Rosenberg)       |              |                                                                                        |
| Hermann Brunke                  | KPD                                    | Arbeiter in Gr.-Stumbragirren                                                                                          | Wahlkreis unklar                        |              | Vorgänger: Kroschewski, Otto; Mandat niedergelegt, Nachfolger: Heidemann, Ludwig       |
| Emil Buchholz                   | SPD                                    | Tischlermeister in Riesenburg                                                                                          | Wahlkreis Westpreußen (Rosenberg)       |              |                                                                                        |
| Gustav Buldt                    | SPD                                    | Gewerkschaftssekretär in Carlshöfchen, Seit dem 49. Landtag im Oktober 1922 Landeskrankenkassenbeamter in Heiligenbeil | Wahlkreis Königsberg (Pr-Eylau)         |              |                                                                                        |
| Robert Cohn                     | DDP                                    | Justizrat, Rechtsanwalt und Notar in Königsberg                                                                        | Wahlkreis Königsberg (Königsberg-Stadt) |              | Mandat niedergelegt, Nachfolgerin: Schaefer, Elsbeth                                   |
| Oskar Didszuhn                  | DVP                                    | Landesobersekretär in Königsberg                                                                                       | Wahlkreis Königsberg (Königsberg-Stadt) |              |                                                                                        |
| Karl Ehlers                     | DNVP                                   | Rittergutsbesitzer in Ranten (Postort)                                                                                 | Wahlkreis Allenstein (Lötzen)           |              | Mandat niedergelegt, Nachfolger: Kankelwitz, Hans.                                     |
| Kurt Ehlert                     | DVP                                    | Amtsgerichtsrat in Lötzen                                                                                              | Wahlkreis Allenstein (Lötzen)           |              |                                                                                        |
| Fritz Graf zu Eulenburg-Prassen | DNVP                                   | Fideikommißbesitzer in Prassen                                                                                         | Wahlkreis Königsberg (Rastenburg)       |              |                                                                                        |
| Georg Frank                     | SPD                                    | Maurer in Salzbach | Wahlkreis Königsberg (Rastenburg)       |              | Vorgänger: Linak, Paul                                                                 |
| Gustav Funk                     | DNVP                                   | Deichhauptmann in Elbing                                                                                               | Wahlkreis Westpreußen (Elbing-Stadt)    |              |                                                                                        |
| Fritz Goerdeler                 | DNVP                                   | Bürgermeister in Marienwerder                                                                                          | Wahlkreis Westpreußen (Marienwerder)    |              |                                                                                        |
| Erich Freiherr von der Goltz    | DNVP                                   | Rittergutsbesitzer, Kreisdeputierter in Malschöwen bei Mensguth                                                        | Wahlkreis Allenstein (Ortelsburg)       |              | Mandat niedergelegt, Nachfolger: Großkopf, Friedrich                                   |
| Georg Gottheiner                | DNVP                                   | Landrat in Johannisburg                                                                                                | Wahlkreis Allenstein (Johannisburg)     |              |                                                                                        |
| Viktor Grimpe                   | SPD                                    | Regierungsassessor in Insterburg                                                                                       | Wahlkreis Gumbinnen (Insterburg-Land)   |              |                                                                                        |
| Friedrich Großkopf              | DNVP                                   | Stadtrat in Ortelsburg                                                                                                 | Wahlkreis Allenstein (Ortelsburg)       |              | Vorgänger: Goltz, Erich Freiherr v.d.                                                  |
| Hermann Großmann                | DDP                                    | Oberlandesgerichtsrat in Marienwerder                                                                                  | Wahlkreis Marienwerder (Marienwerder)   |              | Mandat niedergelegt, Nachfolger: Hermsdorff, Gustav.                                   |
| Martha Harpf                    | SPD                                    | Stadträtin in Königsberg                                                                                               | Wahlkreis Königsberg (Königsberg-Stadt) |              |                                                                                        |
| Marie Hartung                   | USPD; ab 12. Oktober 1922 SPD.         | Büroangestellte in Königsberg                                                                                          | Wahlkreis Königsberg (Königsberg-Stadt) |              |                                                                                        |
| Bertha Haus                     | SPD                                    | Lehrerfrau in Gregersdorf bei Arys                                                                                     | Wahlkreis Allenstein (Johannisburg)     |              |                                                                                        |
| Ludwig Heidemann                | KPD                                    | Zimmerer in Zinten-Abbau                                                                                               | Wahlkreis Westpreußen (Heiligenbeil)    |              | Vorgänger: Brunke, Hermann                                                             |
| Max Heilscher                   | DVP                                    | Taubst.-Anstalts-Direktor in Marienburg                                                                                | Wahlkreis Westpreußen (Marienburg)      |              |                                                                                        |
| Gustav Heim                     | KPD                                    | Landarbeiter in Wundlacken bei Kalgen                                                                                  | Wahlkreis Königsberg (Königsberg Land)  |              | Mandat niedergelegt, Nachfolger: Klein, Johann                                         |
| Otto Hellwig                    | DNVP                                   | Gärtner in Grünheide                                                                                                   | Wahlkreis Gumbinnen (Insterburg-Land)   |              | Mandat niedergelegt, Nachfolger: Schultz, Gustav                                       |
| Ernst Herder                    | SPD                                    | Justizobersekretär in Lyck                                                                                             | Wahlkreis Allenstein (Lyck)             |              |                                                                                        |
| Gustav Hermsdorff               | DDP                                    | Bürgermeister in Rosenberg                                                                                             | Wahlkreis Westpreußen (Rosenberg)       |              | Vorgänger: Dr. Großmann, Hermann                                                       |
| Gustav Heß                      | USPD; ab 12. Oktober 1922 SPD          | Geschäftsführer in Elbing                                                                                              | Wahlkreis Königsberg (Elbing-Stadt)     |              | Vorgänger: Bande, Hermann.                                                             |
| Felix Heumann                   | DVP                                    | Kommerzienrat in Königsberg                                                                                            | Wahlkreis Königsberg (Königsberg-Stadt) |              |                                                                                        |
| Max Heydemann                   | KPD; ab (16. April) 1925 fraktionslos  | Schriftsteller in Königsberg                                                                                           | Wahlkreis Gumbinnen (Königsberg-Stadt)  |              |                                                                                        |
| Hubert Hönnekes                 | Zentrum                                | Oberlehrer in Allenstein                                                                                               | Wahlkreis Allenstein (Allenstein-Stadt) |              |                                                                                        |
| Adolph Höpfner                  | Zentrum                                | Rittergutsbesitzer und Guts-pächter in Kossen bei Gutt-stadt                                                           | Wahlkreis Königsberg (Heilsberg)        |              | Vorgänger: Wolff, Viktor                                                               |
| Ernst Hoffmann                  | DVP                                    | Stadtrat in Königsberg                                                                                                 | Wahlkreis Königsberg (Königsberg-Stadt) |              |                                                                                        |
| Curt Immisch                    | DDP                                    | Kaufmann in Tilsit | Wahlkreis Gumbinnen (Tilsit)            |              | Vorgänger: Pohl, Eldor                                                                 |
| Ernst Käswurm                   | Zentrum                                | Gutsbesitzer in Gr.-Bartelsdorf                                                                                        | Wahlkreis Allenstein (Allenstein Land)  |              | Mandat niedergelegt, Nachfolger: Radtke, Bernhard                                      |
| Otto Kahl                       | SPD                                    | Landrat in Heinrichswalde (Ostpreußen)                                                                                 | Wahlkreis Gumbinnen (Niederung)         |              |                                                                                        |
| Gustav Kahlweit                 | DDP                                    | Kommiss. Regierungsrat im Finanzministerium                                                                            | Wahlkreis Gumbinnen (Insterburg-Stadt)  |              | Mandat niedergelegt, Nachfolgerin: Wachsen, Helene                                     |
| Hans Kankelwitz                 | DNVP                                   | Domänenrat in Lötzen                                                                                                   | Wahlkreis Allenstein (Lötzen)           |              | Vorgänger: Ehlers, Karl                                                                |
| Josef Kiesel                    | SPD                                    | Zivilingenieur in Alt-Ukta                                                                                             | Wahlkreis Allenstein (Sensburg)         |              |                                                                                        |
| Johann Klein                    | KPD                                    | Holzarbeiter in Guttstadt                                                                                              | Wahlkreis Königsberg (Heilsberg)        |              | Vorgänger: Heim, Gustav; Mandat niedergelegt, Nachfolger: Sebuleit, August             |
| Ferdinand Knuth                 | SPD                                    | Lehrer in Pruszischken bei Gumbinnen                                                                                   | Wahlkreis Gumbinnen (Gumbinnen)         |              |                                                                                        |
| Max Krell                       | SPD                                    | Bürgermeister und Landrichter a. D. in Tilsit                                                                          | Wahlkreis Gumbinnen (Kreis Tilsit)      |              |                                                                                        |
| Otto Kroschewski                | KPD                                    | Schlosser in Elbing | Wahlkreis Marienwerder (Elbing Stadt)   |              | Mandat niedergelegt, Nachfolger: Brunke, Hermann                                       |
| Paul Küßner                     | Zentrum                                | Probst und Dekan in Elbing                                                                                             | Wahlkreis Marienwerder (Elbing-Stadt)   |              |                                                                                        |
| Friedrich Larssen               | SPD                                    | Kreisleiter des Landarbeiterverbandes in Königsberg                                                                    | Wahlkreis Gumbinnen (Ragnit)            |              |                                                                                        |
| Gustav Lengnink                 | KPD                                    | Maler in Labiau | Wahlkreis Allenstein (Labiau)           |              |                                                                                        |
| Josef Lilienthal                | Zentrum                                | Gutsbesitzer in Gut Engelswalde                                                                                        | Wahlkreis Königsberg (Braunsberg)       |              | Vorgänger: Zint, Johannes                                                              |
| Paul Linak                      | SPD                                    | Gewerkschaftsangestellter in Rastenburg                                                                                | Wahlkreis Königsberg (Rastenburg)       |              | Mandat niedergelegt, Nachfolger: Frank, Georg                                          |
| Anton Lingk                     | Zentrum                                | Mühlenbesitzer in Klutkenmühle bei Münsterberg                                                                         | Wahlkreis Königsberg (Heilsberg)        |              |                                                                                        |
| Max Lion                        | DVP                                    | Stadtrat in Allenstein                                                                                                 | Wahlkreis Allenstein (Allenstein-Stadt) |              | Vorgänger: Oppen, Matthias von                                                         |
| Paul Manleitner                 | DVP                                    | Kaufmann in Tilsit | Wahlkreis Gumbinnen (Tilsit-Stadt)      |              |                                                                                        |
| Johannes Medler                 | DNVP                                   | Besitzer in Norgau | Wahlkreis Königsberg (Fischhausen)      |              |                                                                                        |
| Max Meienreis                   | DNVP                                   | Besitzer in Mittel-Warkau                                                                                              | Wahlkreis Gumbinnen (Insterburg-Land)   |              |                                                                                        |
| Karl Merchel                    | KPD                                    | Zimmerer in Neidenburg                                                                                                 | Wahlkreis Allenstein (Neidenburg)       |              | Vorgängerin: Münsterberg, Elise                                                        |
| Johannes Michalski              | SPD                                    | Leiter der städt. Kriegsbeschädigtenfürsorge in Königsberg i. Pr.                                                      | Wahlkreis Königsberg (Königsberg)       |              | Mandat niedergelegt, Nachfolger: Scheffner, Otto                                       |
| Else Migge                      | DVP                                    | Frau bzw. ohne Berufsbezeichnung in Königsberg                                                                         | Wahlkreis Königsberg (Königsberg-Stadt) |              |                                                                                        |
| Werner Freiherr von Mirbach     | DNVP                                   | Landrat in Neidenburg                                                                                                  | Wahlkreis Allenstein (Neidenburg)       |              |                                                                                        |
| Johann Müller                   | DVP                                    | Gutsbesitzer in Walterkehmen                                                                                           | Wahlkreis Gumbinnen (Gumbinnen)         |              | Vorgänger: Schütz, Fritz                                                               |
| Johann Münnekhoff               | SPD                                    | Tischler in Osterode                                                                                                   | Wahlkreis Allenstein (Osterode)         |              | Vorgänger: Andersch, Richard                                                           |
| Elise Münsterberg               | KPD                                    | Hausfrau in Königsberg                                                                                                 | Wahlkreis Königsberg (Königsberg)       |              | Mandat niedergelegt, Nachfolger: Merchel, Karl                                         |
| Gerhard von Negenborn           | DNVP                                   | Rittergutsbesitzer in Klonau                                                                                           | Wahlkreis Allenstein (Osterode)         |              |                                                                                        |
| Otto Neubacher                  | DNVP                                   | Gutsbesitzer in Muntowen bei Sensburg                                                                                  | Wahlkreis Allenstein (Sensburg)         |              |                                                                                        |
| Gustav Neumann                  | SPD                                    | Regierungsrat in Gumbinnen                                                                                             | Wahlkreis Marienwerder (Gumbinnen)      |              | ab 6. April bzw. 27. Juli 1921 Stellvertretender Vorsitzender des Provinziallandtags.  |
| Matthias von Oppen              | DVP                                    | Regierungspräsident in Allenstein                                                                                      | Wahlkreis Allenstein (Allenstein-Stadt) |              | verstorben, Nachfolger: Lion, Max                                                      |
| Max Peters                      | DNVP (Hospitant)                       | Landrat in Lyck | Wahlkreis Allenstein (Lyck)             |              |                                                                                        |
| Karl von Plehwe                 | DNVP                                   | Rittergutsbesitzer in Dwarischken                                                                                      | Wahlkreis Gumbinnen (Pillkallen)        |              |                                                                                        |
| Eldor Pohl                      | DDP                                    | Oberbürgermeister in Tilsit                                                                                            | Wahlkreis Gumbinnen (Tilsit)            |              | Mandat niedergelegt, Nachrücker: Immisch, Curt                                         |
| Bernhard Radtke                 | Zentrum                                | Kreisschulrat in Wartenburg                                                                                            | Wahlkreis Allenstein (Allenstein-Land)  |              | Vorgänger: Käswurm, Ernst                                                              |
| Horst von Restorff              | DNVP                                   | Rittergutsbesitzer in Lindenau                                                                                         | Wahlkreis Königsberg (Heiligenbeil)     |              |                                                                                        |
| Elsbeth Schaefer                | DDP                                    | Frau in Königsberg | Wahlkreis Königsberg (Königsberg-Stadt) |              | Vorgänger: Cohn, Robert                                                                |
| Franz Scheffler                 | DVP                                    | Gutsbesitzer in Kowalken                                                                                               | Wahlkreis Gumbinnen (Goldap)            |              |                                                                                        |
| Otto Scheffner                  | SPD                                    | Techn. Eisenbahnobersekretär in Königsberg                                                                             | Wahlkreis Königsberg (Königsberg-Stadt) |              | Vorgänger: Michalski, Johannes                                                         |
| William Schmidt                 | DNVP                                   | Rittergutsbesitzer in Gr.-Tippeln                                                                                      | Wahlkreis Königsberg (Pr.-Holland)      |              |                                                                                        |
| Willi Schmischke                | SPD                                    | Hauptlehrer in Gr.-Hub-nicken-Palmnicken                                                                               | Wahlkreis Königsberg (Fischhausen)      |              |                                                                                        |
| Carl Schroeder                  | DVP                                    | Sattlerobermeister in Insterburg                                                                                       | Wahlkreis Gumbinnen (Insterburg-Stadt)  |              |                                                                                        |
| Fritz Schütz                    | DVP                                    | Buchhändler in Gumbinnen                                                                                               | Wahlkreis Gumbinnen (Gumbinnen)         |              | Mandat niedergelegt, Nachfolger: Müller. Johann                                        |
| Gustav Schultz                  | DNVP                                   | Landschaftsdirektor in Kl. Trumpeiten                                                                                  | Wahlkreis Gumbinnen (Insterburg-Land)   |              | Vorgänger: Hellwig, Otto.                                                              |
| Hermann Schwarz                 | DNVP                                   | Gewerkschaftssekretär in Königsberg                                                                                    | Wahlkreis Königsberg (Königsberg-Stadt) |              |                                                                                        |
| Karl Schweighöfer               | DNVP                                   | Gutsbesitzer in Petrikatschen                                                                                          | Wahlkreis Gumbinnen (Stallupönen)       |              |                                                                                        |
| August Sebuleit                 | KPD                                    | Eisenbahnarbeiter in Marg-grabowa                                                                                      | Wahlkreis Königsberg (Oletzko)          |              | Vorgänger: Klein, Johann                                                               |
| Wolfgang Siegfried              | DNVP                                   | Landgerichtsrat a. D. in Tilsit                                                                                        | Wahlkreis Gumbinnen (Tilsit-Stadt)      |              |                                                                                        |
| Ernst Siehr                     | DDP                                    | Oberpräsident in Königsberg                                                                                            | Wahlkreis Allenstein (Königsberg)       |              |                                                                                        |
| Karl Stankewitz                 | Zentrum                                | Landrat in Braunsberg                                                                                                  | Wahlkreis Königsberg (Braunsberg-Land)  |              |                                                                                        |
| Paul Stettiner                  | DVP                                    | Stadtschulrat, Professor in Königsberg                                                                                 | Wahlkreis Königsberg (Königsberg-Stadt) |              |                                                                                        |
| Gustav Stoll                    | USPD; ab 12. Oktober 1922 SPD          | Stadtrat in Heilsberg                                                                                                  | Wahlkreis Westpreußen (Heilsberg)       |              | Vorgänger: Weck, Rudolf; ab 15. März 1922 Alterspräsident                              |
| Albert Teichert                 | DNVP                                   | Besitzer in Schönwiese                                                                                                 | Wahlkreis Königsberg (Pr.-Eylau)        |              |                                                                                        |
| Gustav Triebel                  | KPD                                    | Schlosser in Königsberg                                                                                                | Wahlkreis Königsberg (Königsberg)       |              | Mandat niedergelegt, Nachfolger: Zirpins, Otto                                         |
| Helene Wachsen                  | DDP                                    | Telegraphen-Sekretär in Insterburg                                                                                     | Wahlkreis Gumbinnen (Insterburg-Stadt)  |              | Vorgänger: Kahlweit, Gustav                                                            |
| Richard Wagner                  | DDP                                    | Bürgermeister in Tapiau                                                                                                | Wahlkreis Königsberg (Wehlau)           |              |                                                                                        |
| Rudolf Weck                     | USPD                                   | Stadtrat, Arbeitersekretär in Königsberg                                                                               | Wahlkreis Marienwerder (Königsberg)     |              | Mandat niedergelegt, Nachfolger: Stoll, Gustav                                         |
| Ferdinand Wehlen                | USPD; ab 12. Oktober 1922 Fraktionslos | Tischler in Gumbinnen                                                                                                  | Wahlkreis Gumbinnen (Gumbinnen)         |              |                                                                                        |
| Hans Weiß                       | DVP                                    | Gutsbesitzer in Arys                                                                                                   | Wahlkreis Allenstein (Johannisburg)     |              |                                                                                        |
| Hermann Weiß                    | DNVP                                   | Taubstummenlehrer in Königsberg                                                                                        | Wahlkreis Königsberg (Königsberg-Stadt) |              |                                                                                        |
| Paul Weller                     | DVP                                    | Rittergutsbesitzer in Metgethen                                                                                        | Wahlkreis Königsberg (Königsberg-Stadt) |              |                                                                                        |
| Gustav Westphal                 | SPD                                    | Gewerkschaftssekretär in Wehlau                                                                                        | Wahlkreis Königsberg (Wehlau)           |              |                                                                                        |
| Viktor Wolff                    | Zentrum                                | Zeitungsverleger in Heilsberg                                                                                          | Wahlkreis Königsberg (Heilsberg)        |              | Mandat niedergelegt, Nachfolger: Höpfner, Adolph                                       |
| Josef Zink                      | Zentrum                                | Besitzer in Santoppen                                                                                                  | Wahlkreis Allenstein (Rössel)           |              |                                                                                        |
| Johannes Zint                   | Zentrum                                | Stiftspropst in Crossen bei Wormditt                                                                                   | Wahlkreis Königsberg (Braunsberg)       |              | verstorben, Nachfolger: Lilienthal, Josef                                              |
| Otto Zirpins                    | KPD                                    | Stellmacher in Königsberg                                                                                              | Wahlkreis Königsberg (Königsberg-Stadt) |              | Vorgänger: Triebel, Gustav                                                             |